# 艾伦·希尔
艾倫·瓦爾特·希爾（英語：Aaron Walter Hill，1982年3月21日—），出生於美國加利福尼亞州維塞利亞，曾是美國職棒大聯盟的三壘手。

## 早年
年少時希爾曾從事足球運動，15歲時還和朋友參加了猶他州的一項足球賽事。高中畢業後，希爾被洛杉磯安那罕天使在2000年大聯盟選秀大會第七輪選中，但他選擇進入路易斯安那州立大學就讀，並參加學校的棒球隊。希爾的大學生涯一共擊出23支全壘打和150分打點，打擊率為3成35。
2003年希爾被多倫多藍鳥在第一輪13順位挑中。

## 職業生涯
2005年5月20日希爾首次代表藍鳥隊在大聯盟亮相，當時他打的是游擊手的位置。這個賽季希爾充當了內野工具人，除了游擊外，還打過三壘手、二壘手等多個位置。在奧蘭多·哈德森被交易到亞利桑那響尾蛇之後，希爾在2006年成為了球隊的先發二壘手。他曾在季中守過游擊一段時間，但表現不佳又重新回到二壘手的位置。2007年5月31日希爾在對洋基隊的比賽中演出盜本壘。
2008年4月4日，希爾和球隊簽下為期四年總價值1,200萬美元的合同，還包括了三年的球隊選擇權。5月29日希爾在客場對奧克蘭運動家的比賽中和隊友大衛·艾克斯坦相撞造成腦震盪，使得他錯過了賽季餘下的賽事，這個賽季他僅僅出場55次。
2009年希爾重新回到球隊中，打出了生涯至今為止最好的一個賽季。這個賽季他一共擊出36支全壘打，並有108分的打點，因此他獲得了美國聯盟年度東山再起球員獎，季中他還首度入選了全明星賽。
但2010年他的表現卻又急速下滑，並在隔年的8月24日被球團交易給亞歷桑納響尾蛇換取凱利·約翰遜（Kelly Johnson）
。來到新球隊的希爾短短33場出賽就有3成15的打擊率，是當年響尾蛇打進季後賽的關鍵補強。隔年希爾表現更上一層樓，6月19日面對水手隊時，希爾達成了完全打擊的創舉，幫助響尾蛇隊以7：1打贏水手，沒想到7月1日希爾再對釀酒人達成一次完全打擊，幫助響尾蛇隊以9：3打敗釀酒人，單季達成兩次完全打擊，史上也只有四人能達成。2012年整季通算3成02打擊率為生涯最佳，14次盜壘、26發全壘打，長打率5成22為國聯二壘手最高。球季結束後響尾蛇也和他簽下3年3,500萬美元的合約。
2013年希爾因為傷勢的困擾只出賽87場比賽。2014-2015球季，他在響尾蛇的二壘位置逐漸被年輕的新人尼克·亞梅德與Chris Owings給頂替。2016年1月29日他與Chase Anderson和Isan Diaz被交易到釀酒人隊，響尾蛇隊則獲得內野手Jean Segura與投手Tyler Wagner。5月7日在面對紅人隊時希爾在一場比賽中擊出了3支的全壘打。7月6日他又被交易到急需內野手戰力的紅襪隊，釀酒人則得到Wendell Rijo、亞倫·維爾克森。

## 個人生活
希爾和他的妻子在2007年11月結婚。他的母親1997年時在一場車禍中不幸喪生。

## 外部連結
- 艾伦·希尔在美國職棒官網（英语）
- 艾伦·希尔在Baseball-Reference.com（大聯盟）（英语）
- 艾伦·希尔在Baseball-Reference.com（小聯盟以及海外聯盟）（英语）
- 艾伦·希尔在ESPN（MLB）（英语）
- 艾伦·希尔在FanGraphs.com（英语）
- 艾伦·希尔在Retrosheet（英语）
- 艾伦·希尔在The Baseball Cube（英语）

| 成就                       | 成就                                 | 成就                        |
| -------------------------- | ------------------------------------ | --------------------------- |
| 前任： Scott Hairston 自己 | 完全打擊 2012年6月18日 2012年6月29日 | 繼任： 自己 艾德里安·貝爾垂 |